# Прохладное (Раздольненский район)
Прохла́дное (до 1948 года Токма́к; укр. Прохладне, крымскотат. Toqmaq, Токъмакъ) — исчезнувшее село в Раздольненском районе Республики Крым, располагавшееся на западе района, в степной части Крыма, примерно в 2 километрах западнее современного села Рылеевка.

## История
Впервые в доступных источниках это поселение встречается в «…Памятной книжке Таврической губернии на 1900 год», согласно которой в Токмаке Агайской волости Евпаторийского уезда числилось 8 жителей в 1 дворе. По Статистическому справочнику Таврической губернии. Ч.II-я. Статистический очерк, выпуск пятый Евпаторийский уезд, 1915 год, в экономии Токмак (Августа Адольфовича Фитце (нем. Fitze)) Агайской волости Евпаторийского уезда числилось 2 двора с немецким населением в количестве 6 человек приписных жителей и 3 — «посторонних» (по энциклопедическому словарю «Немцы России» — хутор).
После установления в Крыму Советской власти, по постановлению Крымревкома от 8 января 1921 года № 206 «Об изменении административных границ» была упразднена волостная система и село вошло в состав Бакальского района Евпаторийского уезда, а в 1922 году уезды получили название округов. 11 октября 1923 года, согласно постановлению ВЦИК, в административное деление Крымской АССР были внесены изменения, в результате которых округа были отменены, Бакальский район упразднён и село вошло в состав Евпаторийского района. Согласно Списку населённых пунктов Крымской АССР по Всесоюзной переписи 17 декабря 1926 года, в селе Токмак, Агайского сельсовета Евпаторийского района, числилось 10 дворов, все крестьянские, население составляло 46 человек, из них 45 русских, 1 записан в графе «прочие». Постановлением ВЦИК РСФСР от 30 октября 1930 года Токмак включили в состав Ак-Мечетского района Токмак включили в его состав. В январе 1935 года был выделен Ак-Шеихский район (переименованный указом ВС РСФСР № 621/6 от 14 декабря 1944 года в Раздольненский) и село включили в его состав.
С 25 июня 1946 года Токмак в составе Крымской области РСФСР. Указом Президиума Верховного Совета РСФСР от 18 мая 1948 года, Токмак переименовали в Прохладное. 26 апреля 1954 года Крымская область была передана из состава РСФСР в состав УССР. Время включения в Славновский сельсовет пока не установлено: на 15 июня 1960 года село уже числилось в его составе. Ликвидировано в период с 1960 года, когда посёлок ещё числился в составе Славновского сельсовета, по 1968 год (согласно справочнику «Крымская область. Административно-территориальное деление на 1 января 1968 года» — с 1954 по 1968 годы).